# Zwergern

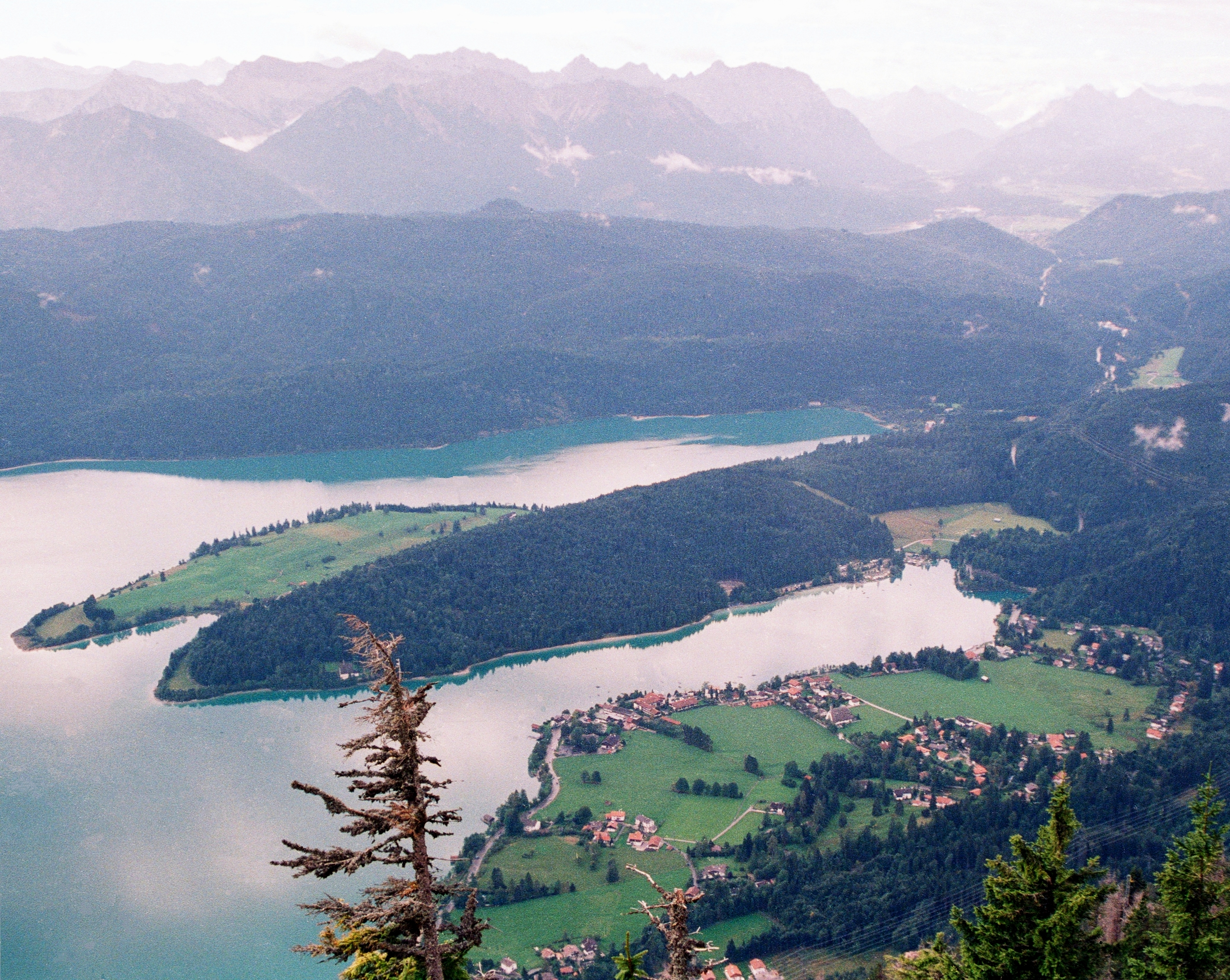
Halbinsel Zwergern von Norden

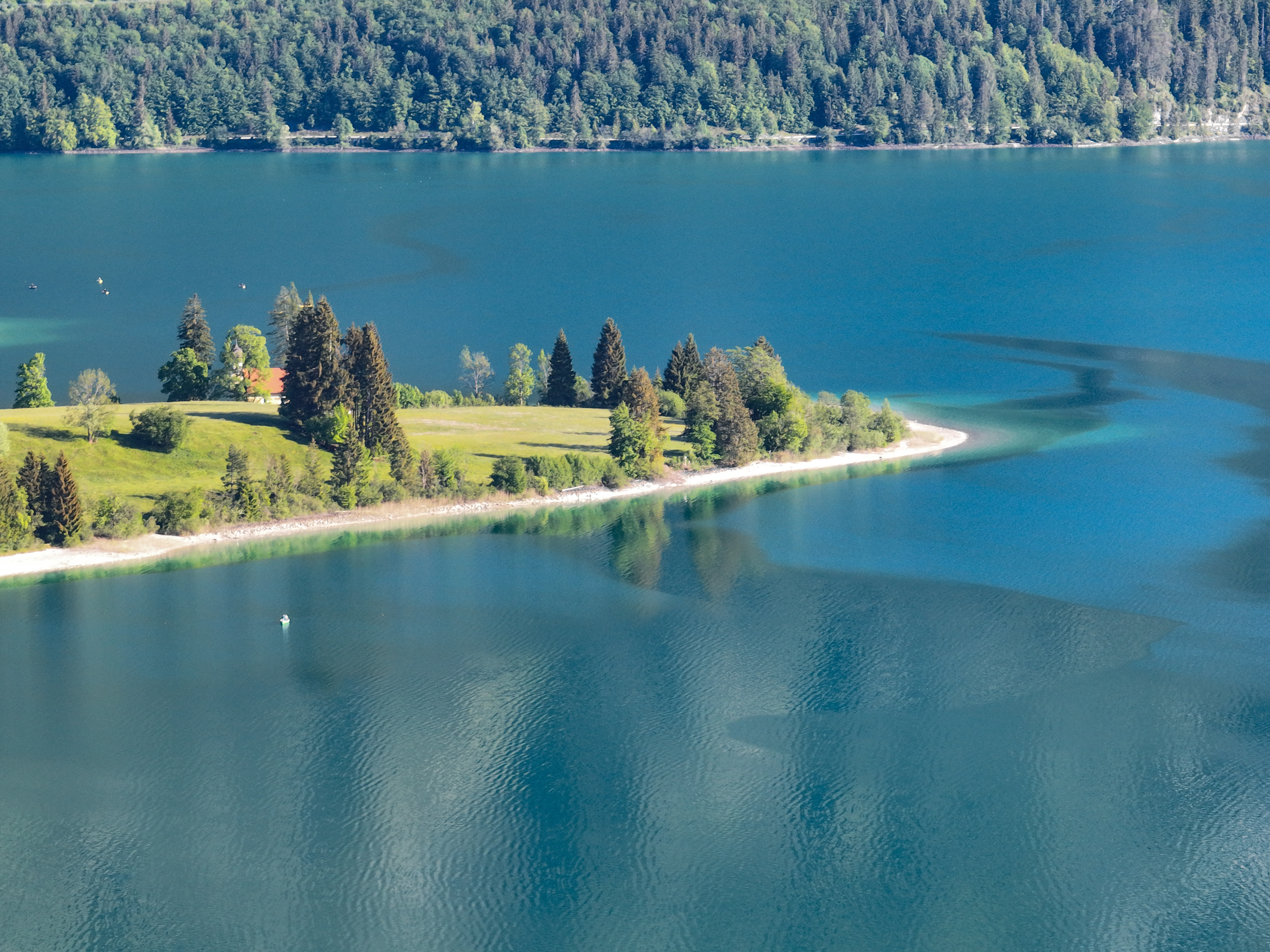
St.-Margareth-Halbinsel von Südosten

Zwergern ist eine Halbinsel am westlichen Ufer des Walchensees. Die Namensvariante Katzenkopf ist heute nur noch für den die Halbinsel durchziehenden Bergrücken in Gebrauch. Zwergern ist auch der Name der auf der Halbinsel liegenden Einöde der Gemeinde Kochel am See.

## Geografie
Die rund zwei Kilometer lange Halbinsel gehört zum Gemeindegebiet von Kochel am See, wird von einem Bergrücken Namens Katzenkopf durchzogen und hat eine Flächenausdehnung von rund 1,4 Quadratkilometer. Sie trennt die Walchenseer Bucht im Nordwesten vom Obernacher Winkel (auch Bucht von Zwergern, Zwerger Bucht oder Einsiedler Winkel genannt) im Südwesten. Die Halbinsel ist an ihrer Spitze nochmal durch die 300 Meter lange Zwergerner Bucht in zwei kürzere Halbinseln gegliedert: Klösterl-Halbinsel im Westen (benannt nach dem Klösterl Walchensee) und St.-Margareth-Halbinsel im Osten (benannt nach der Filialkirche St. Margareth). Die St.-Margareth-Halbinsel setzt sich um etwa zwei Kilometer unter Wasser fort im Zwergerner Rücken Richtung Kirchel Grund, dem Schweb des Walchensees auf 47° 36′ 3″ N, 11° 20′ 47″ O. Auch die Klösterl-Halbinsel, mit dem Kapellen-Eck als der am weitesten in den See vorgeschobenen Spitze, setzt sich ebenfalls unter Wasser fort, aber nur rund 800 Meter in Richtung des steilen Westufers. Dazwischen liegt quasi als Verlängerung der Zwergerner Bucht das Zwergerner Tal, das sich bis zum Kirchel Grund erstreckt.
Der gleichnamige Weiler Zwergern mit den Bauernhöfen an der Zwergerner Bucht hatte zum Zeitpunkt der Volkszählung am 25. Mai 1987 15 Einwohner in vier Gebäuden mit Wohnraum bzw. sechs Wohnungen. Zum Ort gehört auch das etwas abseits gelegene Klösterl Walchensee, sowie die Filialkirche St. Margareth. Der Ort gehört zur Pfarrei Walchensee (St. Ulrich).

## Geschichte

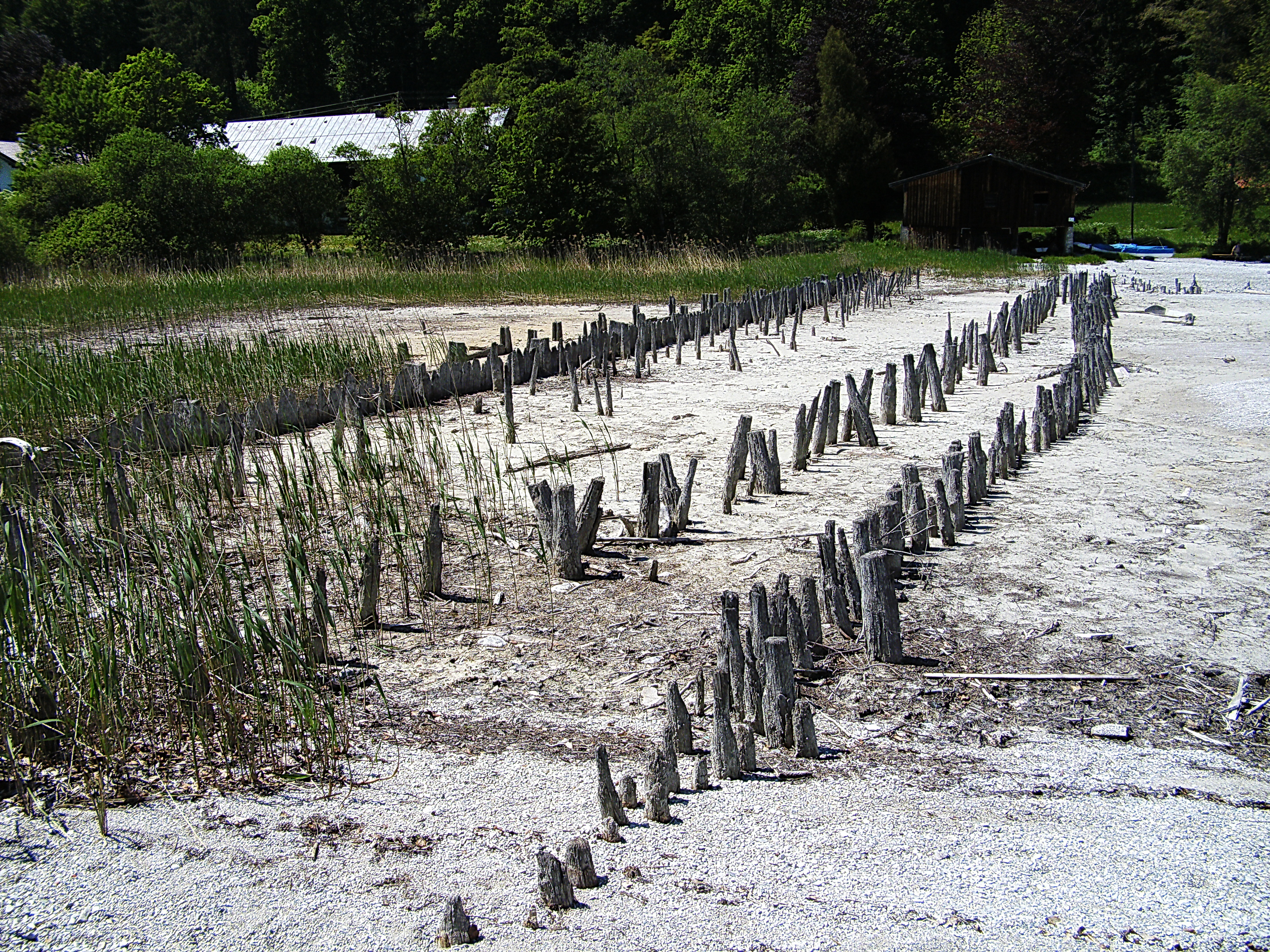
Fischkalter bei Zwergern am Walchensee

In der Zwergerner Bucht der Halbinsel wurde 1962 ein Steinbeil aus der Jungsteinzeit gefunden, das im Stadtmuseum Bad Tölz ausgestellt ist.
Die Besiedlung der Halbinsel Zwergern begann um 1160, als das Kloster Schlehdorf die Zwerger ansiedeln ließ, was dann die Rodung mit der Namensgebung zur Folge hatte.
Im Jahre 1344 erbauten die Zwerger die Kapelle St. Margareth.
Im 15. Jahrhundert wurden in der Zwergerner Bucht umfangreiche Teich-, Hafen- und Behälteranlagen für die Fischzucht gebaut, die nach Inbetriebnahme des Walchenseekraftwerkes im Winter 1924/25 bei Absenkung des Sees zu Tage traten. Diese Pfahlbauten wurden in den Jahren 2007 und 2008 durch Jost Knaus und Martin Boehm von Zwergern vermessen, dendrochronologisch untersucht und umfangreich dokumentiert.
Das Klösterl auf Zwergern wurde 1689 gestiftet, damit Pater Onuphrius (ein gebürtiger Tölzer) in der Einsamkeit das Gebet für einen männlichen Nachfolger des Kurfürsten Maximilian II. Emanuel von Bayern und seiner Frau Maria Antonia von Österreich verrichten sollte, was bereits nach vier Jahren erfüllt wurde und zu einer regen Wallfahrt nach Zwergern führte.
Vermutlich stammen alle Träger des Familiennamen Zwerger von der Halbinsel Zwergern.
1532 verliehen die Gebrüder Herzog Wilhelm und Herzog Ludwig von Bayern den vier Brüdern Hans, Konrad, Jörg und Martin den Zwergern, gesessen zu Walchensee, wegen ihrer Ehrbarkeit, Redlichkeit und der vielen Dienste, die sie ihnen erwiesen hatten, einen Wappenbrief mit allen Rechten und Ehren. Das Wappenbild zeigt ein schreitendes blau bekleidetes Männlein (Zwerg) mit einem Kieselstein in der erhobenen Rechten. Zu dieser Ehrung der Zwerger zu Walchensee kam es deswegen, weil die beiden jagdfrohen Wittelsbacher mit ihrem großen Jagdgefolge Jahre hindurch in den Tafern und Höfen der Zwerger Quartier nahmen. Die Zwerger entwickelten auch die Fischzucht im Walchensee und wurden wegen ihrer Fähigkeiten z. B. an den Heiterwanger See (bei Reutte i. Tirol) und an den Reschensee (in Südtirol) als Klosterfischer berufen.
Interessant ist die Entwicklung der Mittenwalder Zwergerlinie. Auch hier siedelten sie sich zuerst als Fischer an, hatten aber ein außerordentliches Geschick auch als Bildhauer und Geigenbauer. So gehören Zwerger-Geigen zu den wertvollsten Geigen dieses Traditionsortes.